# 預金保険機構総務部
預金保険機構総務部（よきんほけんきこうそうむぶ）は預金保険機構内に置かれている組織である。

## 所掌事務
当機構の事務の総合調整、運営委員会等の開催、広報、情報公開、個人情報の保護、人事、組織、定員、情報セキュリティ対策の推進、国会対応業務の総括及び連絡調整、機構関連の制度改正に関する企画、立案及び連絡調整、株式会社整理回収機構（以下「整理回収機構」という）に対する指導及び助言の総括及び総合調整、整理回収機構との協定の締結、株式会社地域経済活性化支援機構等への出資、セーフティネット関係機関等との連絡調整、預保クラウドの運営、破綻処理関連情報の収集及び提供、国内金融機関情報の収集及び分析、国内の預金保険制度に係る調査及び研究等並びに他の部の所掌に属しない事務。

## 組織
- 総務課
- 人事課
- 広報・情報管理室
- 情報セキュリティ室
- 企画調整課
- 管理課
- 総務調整課
- 調査分析課

## 部長
| 氏名   | 出身   | 前職                                                                  | 就任年月日   |
| ------ | ------ | --------------------------------------------------------------------- | ------------ |
| 中村修 | 大蔵省 | 金融庁総合政策局参事官（信用担当） 金融庁総合政策局審議官（信用担当） | 2021年7月9日 |